# 1977
1977 (MCMLXXVII) a fost un an obișnuit al calendarului gregorian, care a început într-o zi de sâmbătă.

## Evenimente

### Februarie
- 7 februarie: Uniunea Sovietică lansează Soyuz 24.
- 9 februarie: Postul de radio „Europa Liberă" a transmis scrisoarea deschisă prin care scriitorul Paul Goma se solidarizează cu protestatarii anti-comuniști ai Chartei 77 din Cehoslovacia.

### Martie
- 4 martie: Cutremurul din România, a avut magnitudinea de 7,4 grade pe scara Richter, unde și-au pierdut viața 1.570 de persoane, 1.391 numai în București.
- 27 martie: Un accident aviatic a avut loc pe Aeroportul Rodeos din Tenerife, Spania. Două avioane Boeing 747, unul al companiei Pan Am (SUA), iar altul KLM (Olanda), au fost redirecționate aici, după ce pe aeroportul principal din Tenerife fusese o amenințare cu bombă. Aeroportul era acoperit de o ceață densă, iar o greșeală de comunicare a dus la o tragedie: în timp ce una dintre aeronave staționa pe pistă, cealaltă a vrut să decoleze și a intrat în plin în avionul care stătea pe loc. 583 de persoane au murit în accident, iar 61 au supraviețuit. A fost considerat cel mai dezastruos din istorie.

### Mai
- 28 mai: A fost inaugurat Muzeul Tropaeum Traiani și replica monumentului triumfal roman de la Adamclisi, restaurat de un grup de specialiști români.

### Iunie
- 1-2 iunie: Nicolae Covaci, liderul formației Phoenix, reușește să scoată din țară, ascunși în boxe Marshall, trei membri ai formației: Ovidiu Lipan Țăndărică, Josef Kappl și Erlend Krauser.
- 15 iunie: A fost inaugurat, la Paris, atelierul lui Constantin Brâncuși, reconstituit pe esplanada Beaubourg.
- 15 iunie: Alegeri legislative în Spania, primele alegeri de la moartea lui Franco.
- 18 iunie: Iustin Moisescu a fost recunoscut de președintele țării, Nicolae Ceaușescu, ca al patrulea patriarh al Bisericii Ortodoxe Române.
- 26 iunie: Are loc ultimul concert al lui Elvis Presley, la Market Square Arena, în Indianapolis.

### Iulie
- 13 iulie: O pană de curent de 25 de ore a cauzat panică și haos în New York, Statele Unite.

### August
- 1-3 august: Începe greva generală a minerilor din Valea Jiului. Peste 30.000 de mineri au blocat exploatările și au cerut să discute numai cu Nicolae Ceaușescu.
- 16 august: Elvis Aaron Presley, „King of rock and roll", încetează din viață, la vârsta de 42 de ani, în urma unui atac de cord, la casa sa, Graceland, din Memphis, Tennessee, Statele Unite.

### Septembrie
- 5 septembrie: NASA lansează Voyager 1. În 2012, Voyager 1 a ieșit din heliosferă și a pătruns în spațiul interstelar, devenind primul obiect spațial creat de om care a reușit acest lucru.

### Octombrie
- 7 octombrie: Constituția sovietică din 1977.

### Noiembrie
- 19 noiembrie: Președintele egiptean, Anwar El Sadat, devine primul lider arab al Orientului Mijlociu care a efectuat o vizită oficială în Israel.

### Decembrie
- 3 decembrie: Au fost inaugurate lucrările de construcție a sistemului hidroenergetic și de navigație Porțile de Fier II de la Drobeta-Turnu Severin.

### Nedatate
- ianuarie: Disidenții cehoslovaci publică manifestul vizând drepturile și libertățile omului (Charta 77), semnat de 242 disidenți.
- Este introdus sistemul AWACS (Airborne Warning and Control System), Centru aeropurtat de control și supraveghere, de către Forțele Aeriene Americane.
- Trei culori devine imnul național al României până în anul 1989, când va fi înlocuit de Deșteaptă-te, române!.

## Arte, științe, literatură și filozofie
- Marin Preda publică Viața ca o pradă (roman autobiografic).

## Nașteri

### Ianuarie

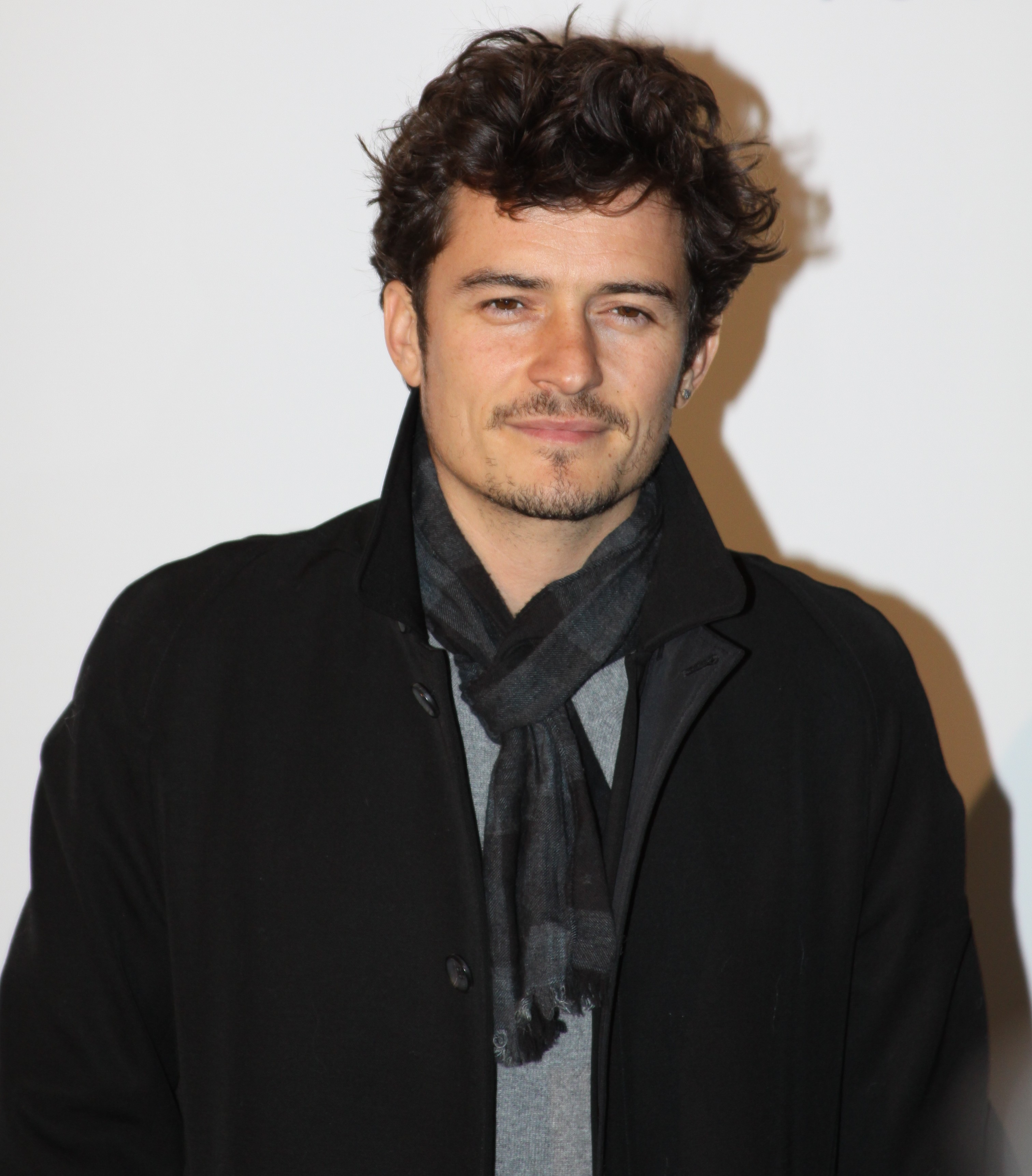
Orlando Bloom, actor britanic
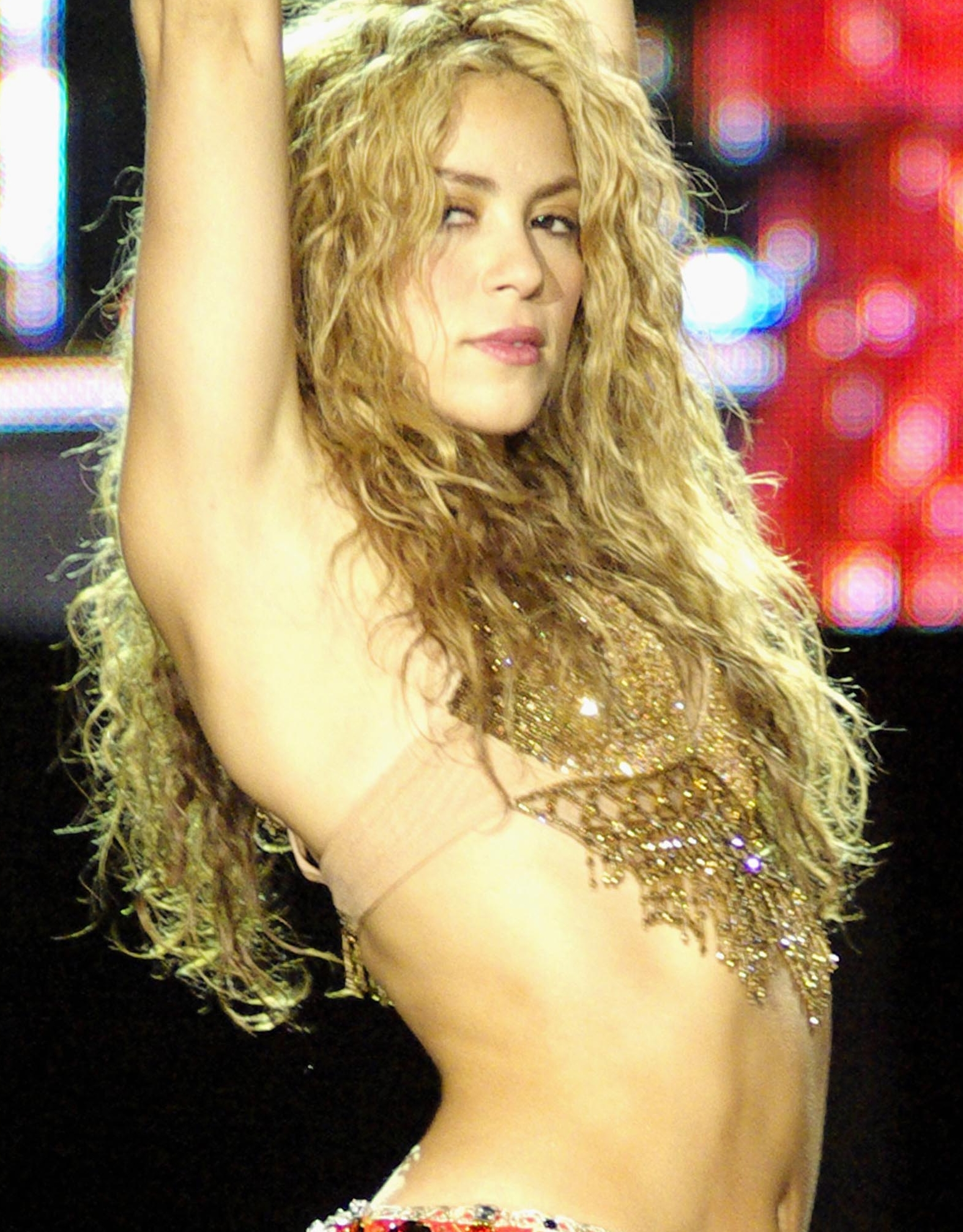
Shakira, cântăreață, dansatoare, textieră, filantroapă și actriță columbiană
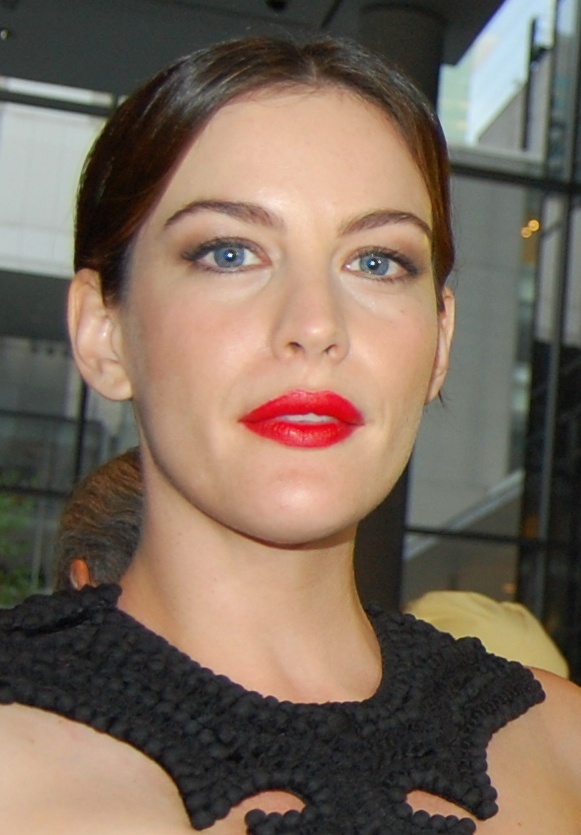
Liv Tyler, actriță americană
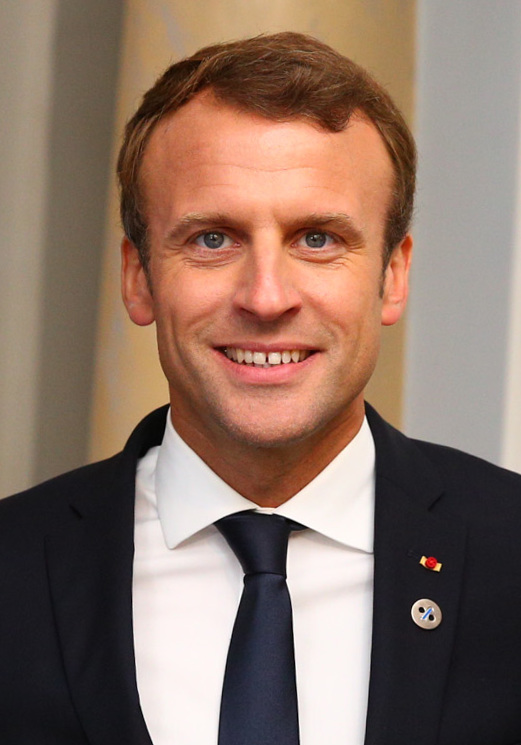
Emmanuel Macron, politician francez, președinte al Franței

- 1 ianuarie: Viorel Vasile Ignatescu, fotbalist român (portar)
- 1 ianuarie: Bobby Roode, wrestler canadian
- 1 ianuarie: Hasan Salihamidžić, fotbalist bosniac
- 3 ianuarie: Mayumi Iizuka, cântăreață japoneză
- 3 ianuarie: Tiberiu Soare, dirijor român
- 6 ianuarie: Tom Boxer (n. Cosmin Simionică), cântăreț român
- 7 ianuarie: Nuno Claro (Nuno Claro Simões Coimbra), fotbalist portughez (portar)
- 7 ianuarie: Sofi Oksanen, scriitoare finlandeză
- 9 ianuarie: Vlad Gabriel Hogea, politician român (d. 2014)
- 9 ianuarie: Virgil Stănescu, baschetbalist român, oficialitate sportivă
- 13 ianuarie: Orlando Bloom (Orlando Jonathan Blanchard Bloom), actor britanic de film
- 14 ianuarie: Daniel Băluță, politician român
- 14 ianuarie: Narain Karthikeyan, pilot indian de Formula 1
- 15 ianuarie: Daciana Octavia Sârbu, politiciană română
- 15 ianuarie:Giorgia Meloni,politiciană italiană
- 18 ianuarie: Gabriel Brezoianu, rugbist român
- 19 ianuarie: Nicole (Denisse Lilian Laval Soza), cântăreață chiliană
- 22 ianuarie: Hidetoshi Nakata, fotbalist japonez
- 24 ianuarie: Adaílton Martins Bolzan, fotbalist brazilian
- 26 ianuarie: Jérôme Jeannet, scrimer francez
- 28 ianuarie: Răzvan-Petrică Bobeanu, politician român
- 28 ianuarie: Takuma Sato, pilot japonez de Formula 1
- 31 ianuarie: Serghei Pareiko, fotbalist estonian (portar)

### Februarie
- 1 februarie: Libor Sionko, fotbalist ceh
- 2 februarie: Valeriu Ionuț Bordeanu, fotbalist român
- 2 februarie: Daniel Michel Cousin, fotbalist gabonez (atacant)
- 2 februarie: Shakira (n. Shakira Isabel Mebarak Ripoll), cântăreață, dansatoare, textieră, filantroapă și actriță columbiană
- 5 februarie: Ben Ainslie, iahtman britanic
- 6 februarie: Andrei Kolesnikov, general-maior rus (d. 2022)
- 7 februarie: Tsuneyasu Miyamoto, fotbalist japonez
- 8 februarie: Rick Ross, rapper american
- 8 februarie: Radu Vâlcan, actor român
- 11 februarie: Corneliu Ioan Codreanu, fotbalist român
- 11 februarie: Yuka Murofushi, atletă japoneză
- 11 februarie: Mike Shinoda, muzician american
- 14 februarie: Cadel Evans, ciclist australian
- 15 februarie: Milenko Ačimovič, fotbalist sloven
- 18 februarie: Vasilica-Steliana Miron, politiciană română
- 18 februarie: Cristian Nicolae Vlad, fotbalist român
- 18 februarie: Chrissie Wellington, triatlonistă britanică
- 19 februarie: Ivan Emelianov, sportiv din R. Moldova (aruncarea greutății)
- 19 februarie: Vittorio Grigolo, cântăreț de operă, italian
- 19 februarie: Gianluca Zambrotta, fotbalist italian
- 21 februarie: Branislav Angelovski, handbalist macedonian
- 21 februarie: Jonathan Safran Foer, romancier american
- 22 februarie: Hakan Yakin, fotbalist elvețian (atacant)
- 24 februarie: Nadine (Nadine Emilie Voindrouh), cântăreață română
- 27 februarie: Goga Sekulić, cântăreață sârbă
- 28 februarie: Steven Fulop, politician american

### Martie
- 1 martie: Silenoz (n. Sven Kopperud), muzician norvegian
- 1 martie: Leszek Blanik, sportiv polonez (gimnastică artistică)
- 1 martie: Aurelian Dumitru, fotbalist român
- 2 martie: Gjoko Taneski, cântăreț macedonean
- 2 martie: Chris Martin, muzician britanic
- 3 martie: Paulo Adriano (Paulo Adriano Almeida Simoes), fotbalist portughez
- 3 martie: Giani Stelian Kiriță, fotbalist român
- 4 martie: Rockell (Rachel Alexandra Mercaldo), cântăreață americană
- 5 martie: Mircea Ilie, fotbalist român (atacant)
- 6 martie: Giorgos Karagounis, fotbalist grec
- 10 martie: Robin Thicke, muzician american
- 12 martie: Danilo Pustinjaković, fotbalist sârb (portar)
- 14 martie: Ida Corr, cântăreață daneză
- 14 martie: Naoki Matsuda, fotbalist japonez (d. 2011)
- 18 martie: Turos Lóránd, politician român
- 18 martie: Willy Sagnol, fotbalist și antrenor francez
- 18 martie: Adrian Văncică, actor român de teatru și film
- 19 martie: Robert Lindstedt, jucător suedez de tenis
- 19 martie: Petru Luhan, politician român
- 19 martie: Josep-Lluís Serrano Pentinat, prelat spaniol al Bisericii Catolice, care ocupă funcția de episcop auxiliar al Urgell
- 22 martie: Dan Florian Lăcustă, fotbalist român
- 22 martie: Petre Mitu, jucător român de rugby
- 24 martie: Jessica Michelle Chastain, actriță americană de film
- 25 martie: Darius Bogdan Vâlcov, economist român
- 26 martie: Morgan De Sanctis, fotbalist italian (portar)
- 28 martie: Radu Jude, regizor, scenarist și producător de film român
- 29 martie: Miloslav Rozner, politician ceh

### Aprilie
- 1 aprilie: Gábor Boczkó, scrimer maghiar
- 2 aprilie: Michael Fassbender, actor germano-irlandez
- 2 aprilie: Robert Ionel Niță, fotbalist român (atacant)
- 7 aprilie: Romanița Ionescu, actriță română
- 9 aprilie: Alexandru Popovici, fotbalist din R. Moldova
- 10 aprilie: Nicolae Claudiu Boaru, fotbalist român (atacant)
- 10 aprilie: Vladislav Lungu, fotbalist din R. Moldova
- 14 aprilie: Sarah Michelle Gellar, actriță americană de film
- 14 aprilie: Rob McElhenney, actor american
- 16 aprilie: Karl Fredrik Ljungberg, fotbalist suedez
- 18 aprilie: Adrian Claudiu Sînă, compozitor român
- 19 aprilie: Constantin Sandu, scrimer român
- 19 aprilie: Park Jung-Suk, fotbalist sud-coreean
- 20 aprilie: Adrian Gurzău, politician român
- 20 aprilie: Viorel Iordăchescu, șahist din R. Moldova
- 21 aprilie: Eugen Dogariu, politician român
- 21 aprilie: Moh Kouyaté, cântăreț guineean
- 22 aprilie: Mark van Bommel (Mark Peter Gertruda Andreas van Bommel), fotbalist din Țările de Jos
- 23 aprilie: Arash (Alex Arash Labaf), cântăreț iranian
- 23 aprilie: John Cena, sportiv american (wrestling)
- 24 aprilie: Eric Balfour, actor american
- 26 aprilie: Jason Earles, actor american
- 28 aprilie: Rôni (Roniéliton Pereira Santos), fotbalist brazilian (atacant)
- 28 aprilie: Bogdan Trif, politician român
- 29 aprilie: Petia Stavreva, politiciană bulgară (d.2024)

### Mai
- 2 mai: Bogdan Dumitrache, actor român
- 3 mai: Alessandro Battilocchio, politician italian
- 3 mai: Maria Magdalena Dumitrache, canotoare română
- 4 mai: Cristiana Răduță, cântăreață română
- 5 mai: Cornel-George Comșa, politician român
- 5 mai: Anca Radici, actriță română
- 5 mai: Jessica Schwarz, actriță germană
- 6 mai: Nozomi Hiroyama, fotbalist japonez
- 7 mai: Grégory Paisley, fotbalist francez
- 8 mai: Mira Fornay, regizoare de film, slovacă
- 8 mai: Cristian Matei, compozitor român
- 9 mai: Marek Jankulovski, fotbalist ceh
- 9 mai: Irinel Constantin Voicu, fotbalist român
- 10 mai: Nick Heidfeld, pilot german de Formula 1
- 11 mai: Marcos Paulo Alves, fotbalist brazilian
- 11 mai: Wojciech Kowalewski, fotbalist polonez (portar)
- 14 mai: Anca Barna, jucătoare germană de tenis
- 15 mai: Ion Barbu, fotbalist român
- 15 mai: Octavian Bodișteanu, politician din R. Moldova
- 15 mai: Ruslan Bodișteanu, luptător din R. Moldova
- 16 mai: Katrin Bühring, actriță germană
- 16 mai: Melanie Lynskey, actriță neozeelandeză
- 16 mai: Emilíana Torrini, cântăreață islandeză
- 19 mai: Manuel Almunia Rivero, fotbalist spaniol (portar)
- 20 mai: Serghei Rogaciov, fotbalist din R. Moldova (atacant)
- 23 mai: Tomoyuki Hirase, fotbalist japonez (atacant)
- 25 mai: Gabriel Boștină, fotbalist român
- 25 mai: Florentin Dumitru, fotbalist român
- 26 mai: Annes (Ana Constantin), cântăreață română
- 26 mai: Florin Ciulache, artist român
- 26 mai: Mark Hunter, muzician american
- 26 mai: Luca Toni, fotbalist italian (atacant)
- 27 mai: Atsushi Yanagisawa, fotbalist japonez (atacant)
- 28 mai: Izabella-Agnes Ambrus, politiciană română
- 29 mai: Massimo Ambrosini, fotbalist italian

### Iunie
- 1 iunie: Guzel Iahina, scriitoare rusă
- 1 iunie: Cuzin Toma, actor român
- 2 iunie: Helena Michaelsen, cântăreață norvegiană
- 2 iunie: A.J. Styles (n. Allen Neal Jones), wrestler american
- 3 iunie: Cristiano Marques Gomes, fotbalist brazilian
- 3 iunie: Sergiu-Constantin Vizitiu, politician român
- 4 iunie: Alexander Manninger, fotbalist austriac (portar)
- 7 iunie: Florian Ghimpu, actor român de teatru și film, prezentator TV
- 8 iunie: Kanye Omari West, rapper, producător muzical, compozitor, creator de modă și antreprenor american
- 9 iunie: Ibón Pérez Arrieta, fotbalist spaniol (atacant)
- 9 iunie: Ciprian Danciu, fotbalist român
- 12 iunie: Camila Pitanga, actriță braziliană
- 13 iunie: Dragoș Bucur, actor român de film, teatru și TV
- 13 iunie: Eugen Hmaruc, fotbalist din R. Moldova (portar)
- 14 iunie: Nadine Seiffert, actriță germană
- 15 iunie: Kathrin von Steinburg, actriță germană
- 18 iunie: Răzvan Sabău, jucător român de tenis
- 22 iunie: Bernadette Heerwagen, actriță germană
- 23 iunie: Attila Korodi, politician român
- 24 iunie: Stelian-Cristian Ion, politician român
- 25 iunie: Fernanda Lima, brazilian actor
- 27 iunie: Raúl González Blanco, fotbalist spaniol (atacant)
- 28 iunie: Mark Stoermer, muzician american
- 30 iunie: CRBL (n. Eduard Mihail Andreianu), cântăreț, coregraf si dansator român
- 30 iunie: Monica Iacob-Ridzi, politician român
- 30 iunie: Cosmin Seleși, actor român
- 30 iunie: Justo Villar (Justo Wilmar Villar Viveros), fotbalist paraguayan (portar)

### Iulie
- 1 iulie: Liv Tyler (n. Liv Rundgren), actriță americană de film
- 2 iulie: Ștefan Alexandru Stan, cântăreț român
- 3 iulie: Cătălin Burlacu, baschetbalist român
- 4 iulie: Alborosie (Alberto D'Ascola), cântăreț italian
- 5 iulie: Nicolas Kiefer, jucător german de tenis
- 5 iulie: Slaviša Mitrović, fotbalist bosniac (atacant)
- 6 iulie: Max Mirnîi, jucător belarus de tenis
- 8 iulie: Christian Abbiati, fotbalist italian (portar)
- 11 iulie: Edward Moss, actor american
- 11 iulie: Adrian Todor, politician român
- 13 iulie: Kari Wahlgren, actriță americană
- 14 iulie: Cristian Brăneț, fotbalist român (portar)
- 14 iulie: Victoria (n. Victoria Ingrid Alice Désirée), Prințesă Moștenitoare a tronului Suediei, fiica regelui Carl XVI Gustaf
- 15 iulie: Victor Bivol, judoka din R. Moldova
- 18 iulie: Balázs Sebestyén, prezentator de televiziune maghiar
- 18 iulie: Andreea Raicu, fotomodel român
- 20 iulie: Cristian Ghinea, jurnalist român
- 20 iulie: Alessandro Santos, fotbalist japonez
- 21 iulie: Olha Leleiko, scrimeră ucraineană
- 23 iulie: Radu Soviani, jurnalist român
- 25 iulie: Nicu Țărnă, cântăreț din R. Moldova
- 26 iulie: Adam Burakowski, istoric polonez
- 26 iulie: Martin Laursen, fotbalist danez
- 27 iulie: Andrei Filimon, jucător român de tenis de masă
- 27 iulie: Jonathan Rhys Meyers, actor irlandez de film
- 28 iulie: Radu Bogdan Țîmpău, politician român
- 29 iulie: Ștefan-Bucur Stoica, politician român

### August
- 2 august: Edward Furlong, actor american
- 3 august: Imola Kézdi, actriță română
- 7 august: Ionuț Curcă, fotbalist român (portar)
- 7 august: Jamey Jasta, cântăreț american
- 9 august: Gianina Cărbunariu, dramaturgă română
- 9 august: Cristina Nicolau, atletă română (d. 2017)
- 9 august: Mikaël Samy Silvestre, fotbalist francez
- 9 august: Hrafnhildur Skúladóttir (Hrafnhildur Ósk Skúladóttir), handbalistă islandeză
- 10 august: Sergiu Marian Radu, fotbalist român (atacant)
- 13 august: Adrian Ghenie, pictor român
- 15 august: Zsolt Nemcsik, scrimer maghiar
- 17 august: William Gallas, fotbalist francez
- 17 august: Thierry Henry, fotbalist francez
- 17 august: Daniel Gabriel Pancu, fotbalist (atacant) și antrenor român
- 17 august: Tarja Turunen, solistă finlandeză (Nightwish)
- 24 august: Robert Enke, fotbalist german (portar), (d. 2009)
- 25 august: Mariana Limbău, caiacistă română
- 27 august: Deco (Anderson Luís de Souza), fotbalist portughez
- 28 august: Alexandru Iliuciuc, fotbalist român (portar)
- 29 august: Daniel Cristian Florian, politician român
- 30 august: Kamil Kosowski, fotbalist polonez
- 31 august: Jeff Hardy, sportiv profesionist american (wrestling)

### Septembrie
- 2 septembrie: Elița Todorova, cântăreață bulgară
- 3 septembrie: Olof Mellberg, fotbalist suedez
- 5 septembrie: Alin Nicolae Chița, fotbalist român
- 7 septembrie: Gabriel Gheorghe Caramarin, fotbalist român (atacant)
- 8 septembrie: Đorđe Vlajić, fotbalist sârb
- 9 septembrie: Gina Gogean, sportivă română (gimnastică artistică)
- 11 septembrie: Jon Buckland, chitarist britanic
- 11 septembrie: Vitalie Grușac, boxer din R. Moldova
- 11 septembrie: Ludacris (n. Christopher Brian Bridges), cântăreț și actor american de film
- 11 septembrie: Dániel Varró, poet, traducător maghiar
- 12 septembrie: Armand Lucian Mălăele, fotbalist român
- 13 septembrie: Fiona Apple, cântăreață, pianistă și compozitoare americană
- 14 septembrie: Alexsandro de Souza, fotbalist brazilian
- 15 septembrie: Chimamanda Ngozi Adichie, scriitoare nigeriană
- 15 septembrie: Tom Hardy, actor englez de film
- 15 septembrie: Paul Viorel Dinu, Antrenor Emerit, Multiplu Campion Mondial, European și Național de Karate Shotokan, Maestru Emerit al Sportului, român
- 17 septembrie: Anna Marie Cseh, fotomodel și actriță de film și televiziune, maghiară
- 20 septembrie: Marian Alexandru, fotbalist român (atacant)
- 20 septembrie: Adrian Solomon, politician român
- 21 septembrie: Vali Boghean, cântăreț și compozitor din R. Moldova
- 21 septembrie: Natalia Gavriliță, prim-ministru al R. Moldova (din 2021)
- 21 septembrie: Ioana Ginghină, actriță română
- 23 septembrie: Mihai-Ciprian Rogojan, politician român
- 26 septembrie: Sergiu Cosmin Vlad, politician român
- 28 septembrie: Julien Pillet, scrimer francez
- 29 septembrie: Ion Bogdan Mara, fotbalist român
- 29 septembrie: Hristijan Mickoski, politician macedonean și fost inginer mecanic, prim-ministru al Macedoniei de Nord

### Octombrie
- 2 octombrie: Rafael Amaya, actor mexican
- 2 octombrie: Dumitru Gheorghe, fotbalist român (atacant)
- 2 octombrie: George Șoltuz, fotbalist român
- 4 octombrie: Zeno Bundea, fotbalist român
- 4 octombrie: Cabral Neculai Ibacka, sportiv român, prezentator TV, de origine congoleză
- 5 octombrie: Andreas Kaplan, rector german
- 5 octombrie: Edina Knapek, scrimeră maghiară
- 5 octombrie: Konstantin Zîreanov, fotbalist rus
- 6 octombrie: Cătălin Grigore, fotbalist (portar) și antrenor român
- 6 octombrie: Wes Ramsey (Wesley A. Ramsey), actor american
- 6 octombrie: Ovidiu Sărmășan, fotbalist român
- 7 octombrie: Cerasela Iosifescu, actriță română
- 7 octombrie: Zuzana Liová, regizoare de film, slovacă
- 13 octombrie: Antonio Di Natale, fotbalist italian (atacant)
- 15 octombrie: Angelica Fădor, politician român
- 15 octombrie: David Sergio Trezeguet, fotbalist francez (atacant)
- 16 octombrie: John Mayer, chitarist, cântăreț și compozitor american
- 17 octombrie: André Villas-Boas, antrenor de fotbal, portughez
- 19 octombrie: Nelu Daniel Popliaca, fotbalist român
- 19 octombrie: Raúl Tamudo Montero, fotbalist spaniol (atacant)
- 20 octombrie: Hun Manet, politician și ofițer militar cambodgian, prim-ministru al Cambodgiei
- 22 octombrie: Marius Humelnicu, fotbalist și politician român
- 25 octombrie: Nicușor Halici, politician român
- 25 octombrie: Mitică Pricop, canoist român
- 25 octombrie: Birgit Prinz, fotbalistă germană (atacant)
- 25 octombrie: Mihai Tararache, fotbalist român
- 26 octombrie: Octavian Mahu, politician din R. Moldova
- 27 octombrie: Jiří Jarošík, fotbalist ceh
- 28 octombrie: Uladzimir Hajeŭ, fotbalist belarus (portar)
- 28 octombrie: Răzvan Ilie Rotar, politician român
- 29 octombrie: Emilian Oprea, actor român
- 31 octombrie: Chikara Fujimoto, fotbalist japonez
- 31 octombrie: Ramona Pop, politiciană germană de etnie română

### Noiembrie
- 1 noiembrie: Cornel Buta, fotbalist român
- 4 noiembrie: Dalibor Mitrović, fotbalist sârb
- 4 noiembrie: Evgenia Radanova, sportivă bulgară (patinaj viteză)
- 5 noiembrie: Mihai Covaliu, scrimer român, medaliat olimpic
- 5 noiembrie: DJ Yaang (Stănescu Adrian Ovidiu), prezentator de radio, DJ și producător muzical român
- 6 noiembrie: Petru Farago, politician român
- 10 noiembrie: Brittany Murphy, actriță americană (d. 2009)
- 11 noiembrie: Maniche (Nuno Ricardo de Oliveira Ribeiro), fotbalist portughez
- 12 noiembrie: Paul Hanley, jucător australian de tenis
- 16 noiembrie: Oksana Baiul, patinatoare ucraineană
- 16 noiembrie: Maggie Gyllenhaal, actriță americană
- 18 noiembrie: Martin Černoch, fotbalist ceh (atacant)
- 19 noiembrie: Adriana Elena Nica, medic anestezist român, manager al Spitalului Universitar de Urgență București (2017–2020)
- 21 noiembrie: Tudor Sișu, cântăreț român
- 21 noiembrie: Yoshiteru Yamashita, fotbalist japonez (atacant)
- 22 noiembrie: Santiago Acasiete (Wilmer Santiago Acasiete Ariadela), fotbalist peruan
- 24 noiembrie: Ioan Silviu Suciu, sportiv român (gimnastică artistică)
- 25 noiembrie: Guillermo Cañas, jucător argentinian de tenis
- 25 noiembrie: Alex Tocilescu, jurnalist român
- 26 noiembrie: Francisc Vaștag, boxer român
- 27 noiembrie: Ivar Bjørnson (n. Ivar Peersen), muzician norvegian
- 28 noiembrie: Fabio Grosso, fotbalist italian
- 29 noiembrie: Chadwick Boseman, actor american
- 29 noiembrie: Alin Mircea Savu, fotbalist român
- 30 noiembrie: Sorin Socol, rugbist român

### Decembrie
- 1 decembrie: Brad Delson, muzician american
- 2 decembrie: Teodora Albon, arbitru de fotbal, român
- 8 decembrie: Francesca Inaudi, actriță italiană
- 11 decembrie: Cătălin-Dumitru Toma, politician român
- 12 decembrie: Cosette-Paula Chichirău, politiciană română
- 12 decembrie: Hiromi Kojima, fotbalist japonez
- 16 decembrie: Mihai Mugurel Buga, fotbalist român (atacant)
- 17 decembrie: Arnaud Clément, jucător francez de tenis
- 17 decembrie: Liédson (Liédson da Silva Muniz), fotbalist portughez (atacant)
- 18 decembrie: Axwell (Axel Hedfors), DJ suedez
- 19 decembrie: Elisa Toffoli, cântăreață italiană
- 21 decembrie: Emmanuel Macron, politician francez, președinte al Franței (din 2017)
- 24 decembrie: Américo (Domingo Johnny Vega Urzúa), cântăreț chilian
- 24 decembrie: Cristian Nicolae Bratu, fotbalist român
- 27 decembrie: Florin Laurențiu Popete, fotbalist român
- 30 decembrie: Kazuyuki Toda, fotbalist japonez
- 31 decembrie: Psy (Park Jae-sang), cântăreț sud-coreean
- 31 decembrie: Donald Trump Jr., om de afaceri american

## Decese
- 3 ianuarie: Emil Vîrtosu, 74 ani, istoric român (n. 1902)
- 6 ianuarie: Niall MacGinnis, 63 ani, actor irlandez (n. 1913)
- 17 ianuarie: Tache Papahagi, 84 ani, lingvist, etnograf și folclorist român (n. 1892)
- 19 ianuarie: Dona Barta, 45 ani, regizoare și scenaristă română (n. 1931)
- 27 ianuarie: Josef Toman, 77 ani, scriitor ceh (n. 1899)
- 4 februarie: Mariska Ady, 87 ani, poetă maghiară (n. 1889)
- 5 februarie: Oskar Benjamin Klein, 82 ani, fizician suedez (n. 1894)
- 15 februarie: Lūcija Garūta, 74 ani, compozitoare letonă (n. 1902)
- 20 februarie: Rami Yagafarovich Garipov, 45 ani, poet din Bașchiria (n. 1932)
- 22 februarie: Marcel Anghelescu, 67 ani, actor român (n. 1909)
- 22 februarie: Dimitrie Dron, 83 ani, politician român (n. 1893)
- 27 februarie: Atsushi Watanabe, 78 ani, actor japonez (n. 1898)
- 4 martie: Anatol Baconski, 51 ani, poet român (n. 1925)
- 4 martie: Doina Badea, 37 ani, cântăreață română (n.1940)
- 4 martie: Toma Caragiu, 51 ani, actor român de film, teatru și TV de etnie aromână (n. 1925)
- 4 martie: Daniela Ecaterina Caurea, 25 ani, poetă română (n. 1951)
- 4 martie: Mihai Gafița, 53 ani, scriitor român (n. 1923)
- 4 martie: Alexandru Ivasiuc, 43 ani, romancier român (n. 1933)
- 4 martie: Eliza Petrăchescu, 65 ani, actriță română de film și teatru (n. 1911)
- 4 martie: Corneliu M. Popescu, 19 ani, traducător român (n. 1958)
- 4 martie: Veronica Porumbacu (n. Veronica Schwefelberg), 55 ani, poetă română de etnie evreiască (n. 1921)
- 26 martie: Justinian Marina (n. Ioan Marina), 76 ani, al 3-lea patriarh al Bisericii Ortodoxe Române (n. 1901)
- 17 aprilie: Peter Michael Kirk, 48 ani, politician britanic (n. 1928)
- 21 aprilie: Gummo (n. Milton Marx), 83 ani, actor american (n. 1893)
- 23 aprilie: Boris Demidovici, 71 ani, matematician rus (n. 1906)
- 24 aprilie: István Nagy, 73 ani, jurnalist român de etnie maghiară (n. 1904)
- 27 aprilie: Camil Baltazar (n. Leopold Goldstein), 74 ani, poet român (n. 1902)
- 5 mai: Ludwig Erhard, 80 ani, politician german (n. 1897)
- 5 mai: Aurel Persu, 86 ani, inginer român, constructor de automobile (n. 1890)
- 7 mai: Xavier, Duce de Parma (n. Francis Xavier Charles Maria), 87 ani, născut în Italia (n. 1889)
- 8 mai: Ion Cârja (aka Cârjă/Cârje), 55 ani, scriitor român de etnie evreiască (n. 1922)
- 13 mai: Otto Deßloch, 87 ani, general nazist german (n. 1889)
- 1 iunie: Lajos Básti (n. Berger Lajos), 65 ani, actor maghiar (n. 1911)
- 1 iunie: Coriolan Drăgulescu, 70 ani, chimist român (n. 1907)
- 2 iunie: Stephen Boyd, 45 ani, actor american (n. 1931)
- 5 iunie: Martí Ventolrà i Fort, 70 ani, fotbalist spaniol (n. 1906)
- 12 iunie: Filip Brunea-Fox (n. Filip Brauner), 79 ani, jurnalist român (n. 1898)
- 14 iunie: Robert Middleton (n. Samuel G. Messer), 66 ani, actor american (n. 1911)
- 20 iunie: Ella Briggs (n. Ella Baumfeld), 97 ani, arhitectă austriacă (n. 1880)
- 22 iunie: Gabriel Sudan, 78 ani, matematician român (n. 1899)
- 30 iunie: Ștefan Meteș, 90 ani, istoric român (n. 1887)
- 2 iulie: Vladimir Nabokov, 78 ani, scriitor american de etnie rusă (n. 1899)
- 4 iulie: Gerș Budker, 59 ani, fizician sovietic (n. 1918)
- 7 iulie: Nicolae Kovács (n. Miklós Kovács), 65 ani, fotbalist român de etnie maghiară (n. 1911)
- 19 iulie: Alma Cornea-Ionescu, 77 ani, compozitoare, pianistă, critic muzical și profesoară română (n. 1900)
- 19 iulie: Karl Ristikivi, 64 ani, scriitor estonian (n. 1912)
- 21 iulie: Toma Barbu Socolescu, 68 ani, arhitect român (n. 1909)
- 1 august: Francis Gary Powers, 37 ani, aviator american (n. 1929)
- 2 august: Howard Everest Hinton, 64 ani, entomolog britanic (n. 1912)
- 8 august: Rem Hohlov, 51 ani, fizician sovietic (n. 1926)
- 16 august: Elvis Aaron Priesley, 42 ani, cântăreț și actor american (n. 1935)
- 18 august: Tibor Déry, 82 ani, scriitor maghiar (n. 1894)
- 24 august: Károly Kós, 93 ani, arhitect maghiar (n. 1883)
- 25 august: Sacha Emanoël Nacht, 75 ani, psihiatru și psihanalist francez (n. 1901)
- 30 august: Endre Arató, 55 ani, istoric maghiar (n. 1921)
- 4 septembrie: Jean Rostand, 82 ani, biolog francez (n. 1894)
- 8 septembrie: Zero Mostel (n. Samuel Joel Mostel), 62 ani, actor american (n. 1915)
- 14 septembrie: Shogo Kamo, 61 ani, fotbalist japonez (atacant), (n. 1915)
- 16 septembrie: Marc Bolan (n. Mark Feld), 29 ani, cântăreț britanic (T. Rex), (n. 1947)
- 16 septembrie: Maria Callas (n. Cecilia Sophia Anna Maria Kalogeropoulos), 53 ani, soprană americană de etnie greacă (n. 1923)
- 18 septembrie: Paul Isaac Bernays, 88 ani, matematician elvețian (n. 1888)
- 21 septembrie: Otto Abel, 71 ani, compozitor german (n. 1905)
- 10 octombrie: Dumitru A. Isăcescu, 73 ani, chimist român (n. 1904)
- 18 octombrie: Berndt Andreas Baader, 34 ani, terorist german (n. 1943)
- 18 octombrie: Gudrun Ensslin, 37 ani, teroristă germană (n. 1940)
- 18 octombrie: Jan-Carl Raspe, 33 ani, terorist german de etnie austriacă (n. 1944)
- 18 octombrie: Hanns-Martin Schleyer, 62 ani, șeful patronilor vest-germani (n. 1915)
- 21 octombrie: Afanasie Chiriac, 86 ani, politician român (n. 1891)
- 26 octombrie: David Zehavi (n. David Goldis), 67 ani, compozitor israelian (n. 1910)
- 9 noiembrie: György Kovács, 67 ani, actor român de etnie maghiară (n. 1910)
- 13 noiembrie: Constantin C. Giurescu, 76 ani, istoric român (n. 1901)
- 2 decembrie: Il'ia Vekua, 70 ani, matematician rus (n. 1907)
- 7 decembrie: Adalbert Püllöck, 70 ani, fotbalist român (portar), (n. 1907)
- 16 decembrie: Hideo Sekigawa, 69 ani, regizor de film, japonez (n. 1908)
- 19 decembrie: Takeo Kurita, 88 ani, ofițer japonez (n. 1889)
- 24 decembrie: Samael Aun Weor (n. Víctor Manuel Gómez Rodríguez), 60 ani, scriitor columbian (n. 1917)
- 25 decembrie: Charlie Chaplin (n. Charles Spencer Chaplin, jr.), 88 ani, actor și regizor de film, britanic (n. 1889)
- 27 decembrie: Alexandru Ciucurencu, 74 ani, pictor român (n. 1903)

## Premii Nobel
- Fizică: Philip Warren Anderson, John Hasbrouck van Vleck (SUA), Sir Nevill Francis Mott (Marea Britanie)
- Chimie: Ilya Prigogine (Belgia)
- Medicină: Roger Guillemin (Franța), Andrew V. Schally, Rosalyn Yalow (SUA)
- Literatură: Vicente Aleixandre (Spania)
- Pace: Amnesty International